# Snappe
At snappe er et udtryk fra amerikansk fodbold eller flag football, der betyder at aflevere bolden mellem sine ben til en bagvedstående spiller. Afleveringen går typisk fra centeren til quarterbacken. Udtrykket forekommer også som substantivet snap. Snappet starter samtidig spillet og giver de offensive spillere mulighed for at rykke sig.